# Brai
Brai ist ein Naturschutzgebiet im Naturraum Mittlerer Schwarzwald in Baden-Württemberg. Es ist ein Flachmoor und Lebensraum für seltene Pflanzen und Tiere der Feuchtgebiete.

## Geographie
Das Naturschutzgebiet liegt im mittleren Schwarzwald in einer Talmulde auf dem Gebiet der Gemeinde Biederbach im Landkreis Emmendingen in Baden-Württemberg. Es befindet sich etwa 1,1 km südwestlich vom Ortsteil Höhenhäuser an der Landstraße 101 und etwa 2,2 km östlich des Ortsteils Schweighausen der Gemeinde Schuttertal und in unmittelbarer Nähe des Schwabenkreuzes.

## Steckbrief
Das Gebiet wurde per Verordnung am 25. September 1979 durch das Regierungspräsidium Freiburg als Naturschutzgebiet ausgewiesen und hat eine Fläche von 6,9 Hektar. Es wird unter der Schutzgebietsnummer 3.106 geführt und ist in die IUCN-Kategorie IV, ein Biotop- und Artenschutzgebiet eingeordnet. Der CDDA-Code lautet 81448 und entspricht zugleich der WDPA-ID.
Der wesentliche Schutzzweck ist die Erhaltung eines Flachmoores als Lebensraum einer seltenen Feuchtgebietsflora und als Landschaftsteil von besonderer Eigenart, der zur Vielfalt und Schönheit der Landschaft beiträgt.

## Geschichte
Die Wiesen- und Weideflächen entstanden im Gewann Brai infolge Rodung der Waldbestände und durch Landwirtschaft, ohne diese hauptsächlich Eschen und Schwarz-Erlen neben den Fichten dieses Gebiet dominieren würden. Das daraus entstandene dem Schutzgebiet umgebende Grünland konnte so intensiv genutzt werden. Ein Faktor für die Entwicklung zum Schutzgebiet ist das abschüssige Gelände, die ortsferne Lage, die infolge Nässe schlecht zu befahrenden Böden und die hier nur extensive Nutzung. Daher konnte sich ein Mosaik vieler Arten bewahren.

## Geologie
Der undurchlässige Paragneis ist als Gesteinsuntergrund im Schwarzwald sehr häufig anzutreffen, in Kombination mit der Muldenlage im Gebiet, den großen Niederschlagsmengen und dem daraus resultierenden hohen Wasserstand ist hier prägend für die Flora und Fauna.

## Flora und Fauna

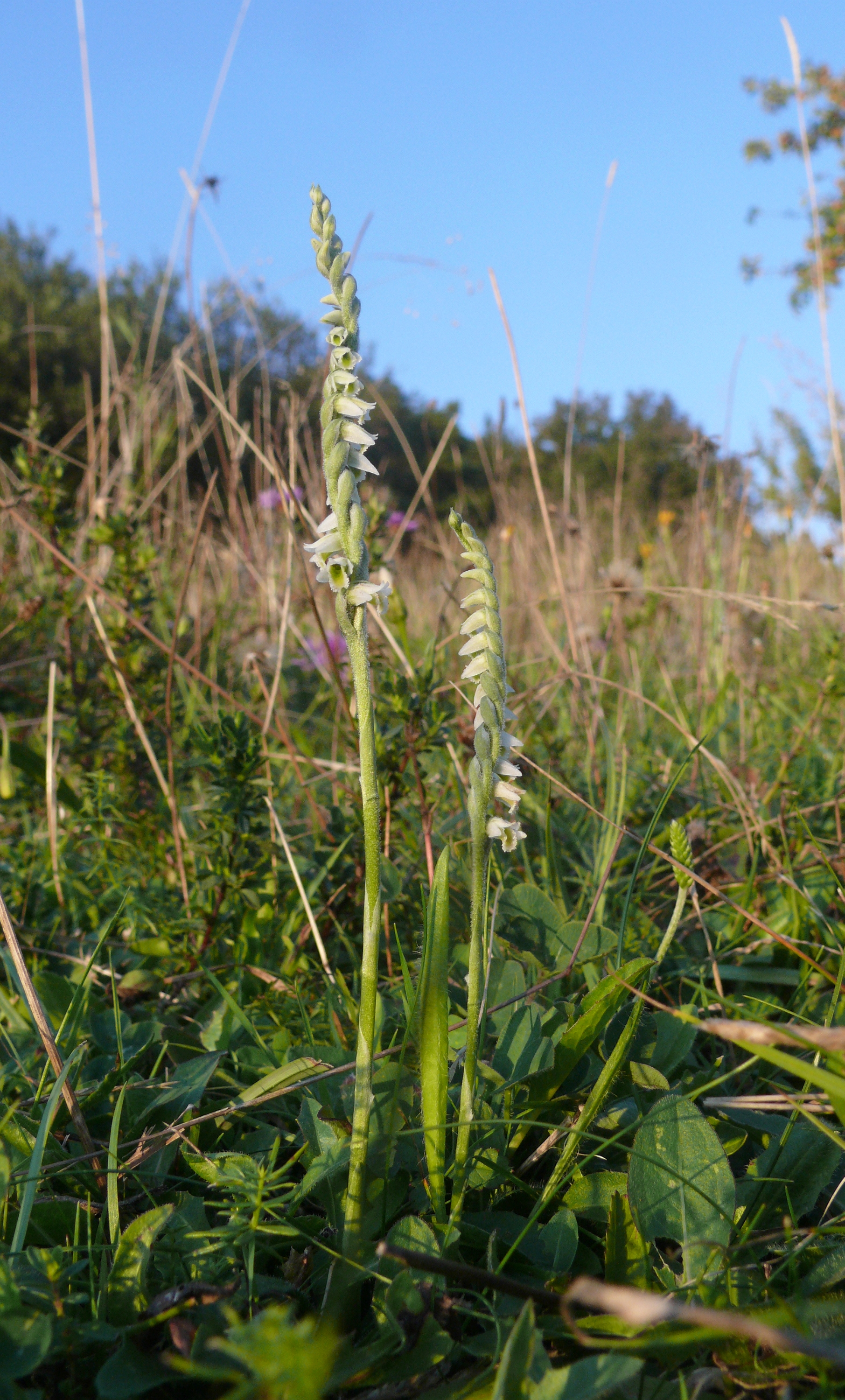
Herbst-Drehwurz (Spiranthes spiralis)

Das Schutzgebiet ist ein von einem dichten Grabensystem durchzogenes Feuchtwiesengebiet. Es ist ein Konglomerat aus Flachmoorgesellschaften, Wiesen aus Spitzbinsen, Borstgras und Glatthafer und Lebensraum auch für seltene Pflanzen wie z. B. für die vom Aussterben bedrohte Herbst-Drehwurz, die am spätesten blühende heimische Orchideenart.
Die mageren Feuchtwiesen nehmen den größten Teil der Fläche ein und sind Lebensraum für das Sumpf-Pippau, den Sumpf-Hornklee, das Wasser-Greiskraut, den Schlangen-Knöterich und für den Gewöhnlichen Teufelsabbiss.

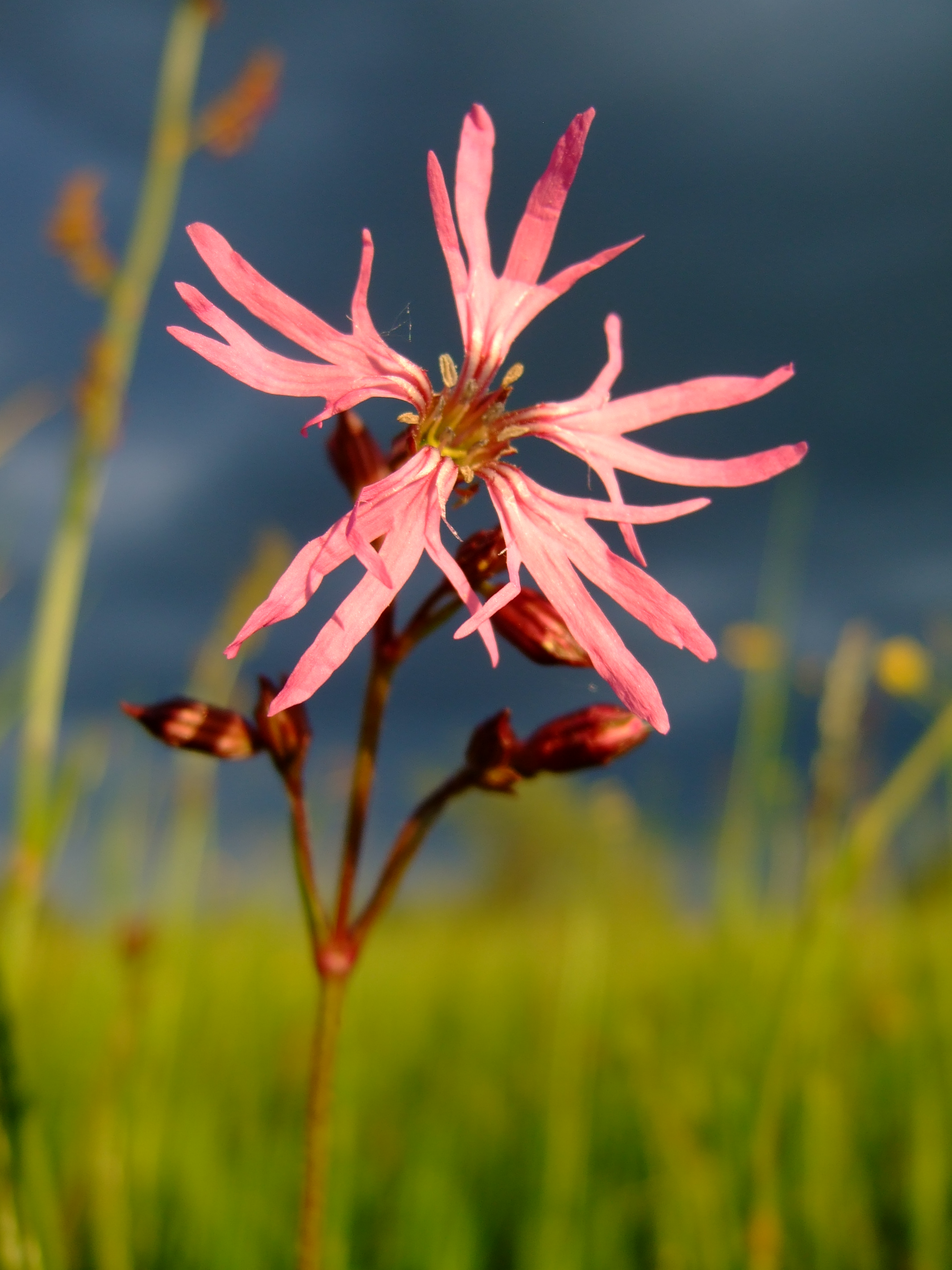
Blüte der Kuckucks-Lichtnelke

Die Niedermoorgesellschaften mit dem Fieberklee, dem Rundblättrigen Sonnentau und dem Herzblatt finden sich in noch nässeren Bereichen und teilweise auch in den Gräben. Torfmoose sind kleinflächig vertreten.
Die etwas trockeneren und leicht gedüngten Flächen prägen das Wollige Honiggras, die Wiesen-Sauerampfer, der Wiesenkerbel, die Kuckucks-Lichtnelke und die Sumpfdotterblume.
Das Borstgras und das Kleine Habichtskraut weisen auf einen mageren und flachgründigen Standort hin, wohingegen ein Bewuchs von Seggen und Binsen sich in sehr nassen Bereichen zeigt.

## Wandern
Zwei Fernwanderwege des Schwarzwaldvereins, der Kandelhöhenweg und der Zweitälersteig, führen am westlichen Rand des Naturschutzgebietes an einem Flurkreuz, dem Schwabenkreuz vorbei.